# M75 (ručna bomba)
Ručna bomba M-75 je jedna od najčešće upotrebljavanih ručnih bombi tijekom Domovinskog rata. 

## Uporaba
Namijenjena je uništavanju ljudstva pomoću udarnog vala i čeličnih kuglica koje se nalaze u njezinu tijelu.
Bomba djeluje ubojito u radijusu od 0 do 15 metara, a za ranjavajuće djelovanje do 30 metara. Sastoji se od dvodijelnog tijela: vanjskog ili košuljice od crne plastične mase i unutarnjeg. U tijelo bombe su utaljene čelične kuglice promjera 2,5 - 3 mm (cca 3000 kom.), eksplozivno punjenje od plastičnog eksploziva težine cca 38 g, i udarni 
upaljač vremenskog djelovanja.

## Svojstva
- Vrsta bombe: rasprskavajuća
- Vrsta upaljača: udarni-mehanički
- Težina bombe: 355 g
- Punjenje: plastični eksploziv
- Težina eksploziva: 38 g
- Vrijeme gorenja usporivača: 3 - 4 sekunde
- Broj kuglica u tijelu: 3000

## Proizvodnja
Proizvođač bombi M-75 je tvornica Slavko Rodić iz Bugojna što je bilo vidljivo na tijelu oznakom SRB. Na osnovi te bombe tijekom Domovinskog rata radilo je više proizvođača u RH. Proizvodile su se u tvornicama: 
- Zenit iz Kumrovca
- Apolo iz Zaprešića
- Aster iz Zdenčine
- Đuro Đaković iz Slavonskog Broda.

## Korisnici
Republika Hrvatska, 
Bosna i Hercegovina, 
Srbija, Crna Gora